# Omphalophora arctica
Omphalophora arctica är en tvåvingeart som först beskrevs av Frey 1918.  Omphalophora arctica ingår i släktet Omphalophora och familjen snäppflugor. Inga underarter finns listade i Catalogue of Life.